# World Boxing Union
World Boxing Union (WBU) är en boxningsorganisation som grundades av Jon W. Robinson 1990. WBU är en organisation som utser världsmästare i boxning, dock mindre respekterad än exempelvis WBC, WBA och IBF.